# Reinhold Charleville
Johan Reinhold Charleville, född 21 oktober 1855, död 1932, var en svensk företagsledare och bergsingenjör.
Charleville var son till bruksinspektor Jakob Reinhold Charleville. Han var elev vid Skänninge enklassiga pedagogi 1869-70, åtnjöt privatundervisning 1870-71, elev vid Linköpings allmänna läroverk 1871-1875 och var praktikant vid Skövde mekaniska verkstad 1875-76. 1876 blev han elev vid Teknologiska institutet och avgick 1879 från dess bergsvetenskapliga avdelning. Senare företog han 1883-1910 omfattande studieresor till Tyskland, Frankrike och Storbritannien. Charleville var ingenjör hos AB Björneborgs bruksägare 1879-1894 och styrelseledamot i bolaget 1891-94. Han var ingenjör och verkstadsföreståndare för samma bolags konkursbo 1894-1895 under den tid då bruket, som tidigare inropats på konkursauktion av Värmlands enskilda bank köptes av AB Bofors-Gullspång. 1895 blev Charleville förvaltare och överingenjör vid Björneborg, var ledamot av kyrko- och skolrådet samt kommunalnämnden i Visnums kommun 1895-1911, disponent och VD för Björneborgs järnverks AB från 1898 och ledamot av samma bolags styrelse 1899-1921. Han var en av stiftarna av Stens bruk AB 1902 och ledamot av bolagets styrelse 1902-1904, ledamot av styrelsen för Kantorps gruv AB 1903-04, stiftande delägare i Norra Håkanbohl bruk Abelin & c:o och ledamot av styrelsen för AB Lindesbergs manufakturver 1905-1914. Charleville erhöll avsked från disponents- och direktörsbefattningen vid Björneborg 1912. Han var från 1912 tillsyningsman över masugnarna, en av stiftarna av Björneborgs järnverks nya AB 1921 (från 1925 AB Vismen) och suppleant i bolagets styrelse från 1921.